# جون د. ويتني
جون د. ويتني (بالإنجليزية: John Dunning Whitney)‏ هو مدرس أمريكي، ولد في 19 يوليو 1850 في نانتوكيت في الولايات المتحدة، وتوفي في 27 نوفمبر 1917 في كلية بوسطن في الولايات المتحدة.